# BMW i
BMW i је подбренд BMW-а основан 2011. да би се означили и производили плагин електрични аутомобили. Првобитни планови компаније позивали су на почетак производње два возила: i3 свеелектричног аутомобила и i8 плагин хибрида. Концепт верзије ових двају возила представљене су на Франкфуртском моторном шоуу 2009.